# Profesia
Profesia.cz je internetový portál s nabídkami práce v České republice. Byl spuštěn v roce 2007. Funkce Agent pro nabídky vybírá pracovní nabídky dle zvolených kritérií. Vytvoření životopisu kategorizuje do databáze přístupné personalistům inzerujících firem.
Vlastníkem portálu Profesia.cz je finská mediální skupina Alma Media. Provozovatelem je společnost Profesia CZ spol. s r. o. Od roku 2023 je Profesia brána jen jako samostatný podprodukt v rámci ATS aplikace Teamio.

## Historie
Projekt internetové burzy práce Profesia.cz vznikl v roce 2007 po desetileté zkušenosti s projektem Profesia.sk, jehož autorem byla softwarová společnost ui42. V roce 2000 došlo k založení společnosti Profesia, spol. s r. o., provozovatele internetové stránky.
V roce 2005 se stoprocentním vlastníkem společnosti Profesia stala společnost Lapcom, Kft., která je maďarským zastoupením A&N International Media Slovakia, divize společnosti Daily Mail and General Trust plc (DMGT). V roce 2012 se stala novým vlastníkem finská mediální skupina Alma Media.

## Vize
Dávat nejlepší odpověď na každou otázku o práci.

## Portfolio

### Internetový pracovní portál
- 1997 – Vznikl portál práce Profesia.sk na Slovensku
- 2006 – Společnost Profesia vytvořila projekt Workania.hu pro maďarský trh
- 2007 – Byla uvedena stránka Profesia.cz v České republice[4]

### Veletrh práce Profesia days
Veletrh práce a vzdělávání Profesia days se koná každý podzim na výstavišti PVA EXPO Praha s prezentací zaměstnavatelů z České republiky a zahraničí.

### Odborný veletrh HR days
Odborný veletrh HR days je největší HR událostí v České republice.[zdroj?] Koná se pravidelně na podzim na výstavišti PVA EXPO Praha.

### Průzkum platů
V roce 2007 společnost Profesia spustila online aktuální průzkum platů Platy (dříve Merces) ve 3 zemích (Platy.cz, Platy.sk, Fizetesek.hu). Společnost Profesia vydává analytické studie z trhu práce přebírané médii – např. Hospodářskými novinami, Lidovými novinami , serverem Finance.cz  a mnohými dalšími odbornými novinami a časopisy.

### Publikace
- 2008 říjen: Let's work! – byla poprvé vydána příručka obsahující informace pro jednotlivce, kteří vstupují na pracovní trh.